# HD204117
HD204117 — хімічно пекулярна зоря спектрального класу F0, що має видиму зоряну величину в смузі V приблизно  8,1.
Вона  розташована на відстані близько 1105,6 світлових років від Сонця.

## Пекулярний хімічний склад
Зоряна атмосфера HD204117 має підвищений вміст 
Cr
.